# پای شکارچی

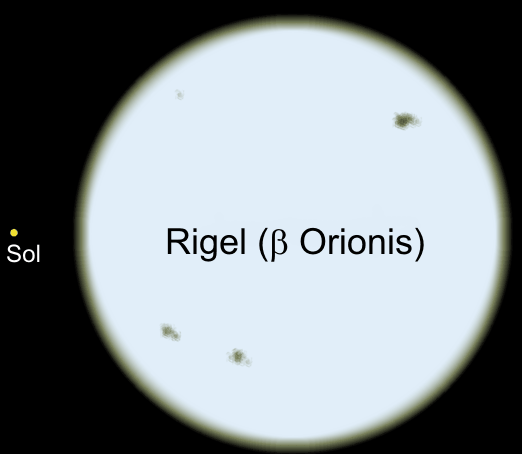
مقایسه خورشید و پایِ شکارچی

پای شکارچی یا رِجل‌الجَبّار، بتا شکارچی درخشان‌ترین ستاره صورت فلکی شکارچی (جبار) است‌و هفتمین ستاره آسمان شب، از لحاظ درخشش است. این ستاره یک ابرغول آبی رنگ است که قطر آن بیش از ۷۰ بار از قطر خورشید بزرگ‌تر است. این ستاره حدود ۸۶۰ سالِ نوری با زمین فاصله دارد و دمایِ آن حدود ۱۱ هزار کلوین است.عمر تخمین زده این ستاره بین ۷ الی ۹ میلیون سال می باشد که از نظر سن . در مقایسه با خورشید نوزادی بیش نیست.
(توضیح :  ۹میلیون ( سن رایجل ) تقسیم بر ۵میلیارد سال( سن خورشید) که میشود نسبت سن دو ستاره و اگر خورشید را ۱۰۰ ساله فرض کنیم ، سن رایجل ۶۵ روز است )
با توجه به اندازه گیری بادهای ستاره ای آن میزان سرعت از دست دادن جرم آن حدود ۱۰ میلیون برابر خورشید برآورد می شود.پایان عمر این ستاره احتمالا به‌صورت انفجار ابر نواختر است که نهایتا منجر به تشکیل ستاره نوترونی و یا سیاه چاله خواهد شد. پیش بینی میشود نوری که در سطح زمین از این انفجار مشاهده می شود به اندازه یک چهارم ماه باشد.نوری که در سطح زمین به عنوان ستاره رایجل دیده می شود در حقیقت آمیخته ای از نور این ستاره به همراه ۳ ستاره دیگر است که حول مرکزی با شعاع ۲۴۰۰۰ سال در گردش می باشند.تا شعاع ۱۰۰۰ سال نوری از خورشید، رایجل درخشان ترین ستاره می باشد.برآورد می‌شود درخشش این ستاره حداقل ۱۲۰ هزار برابر خورشید باشد.

## نام‌گذاری
نام سنتی Rigel برای اولین بار در جداول Alfonsine از ۱۲۵۲ ثبت شده‌است.در سال ۲۰۱۶، اتحادیه بینالمللی نجوم یک گروه کاری در نام ستارگان (WGSN) [19] برای فهرست کردن و استاندارد کردن اسامی مناسب برای ستارهها را سازماندهی کرد.

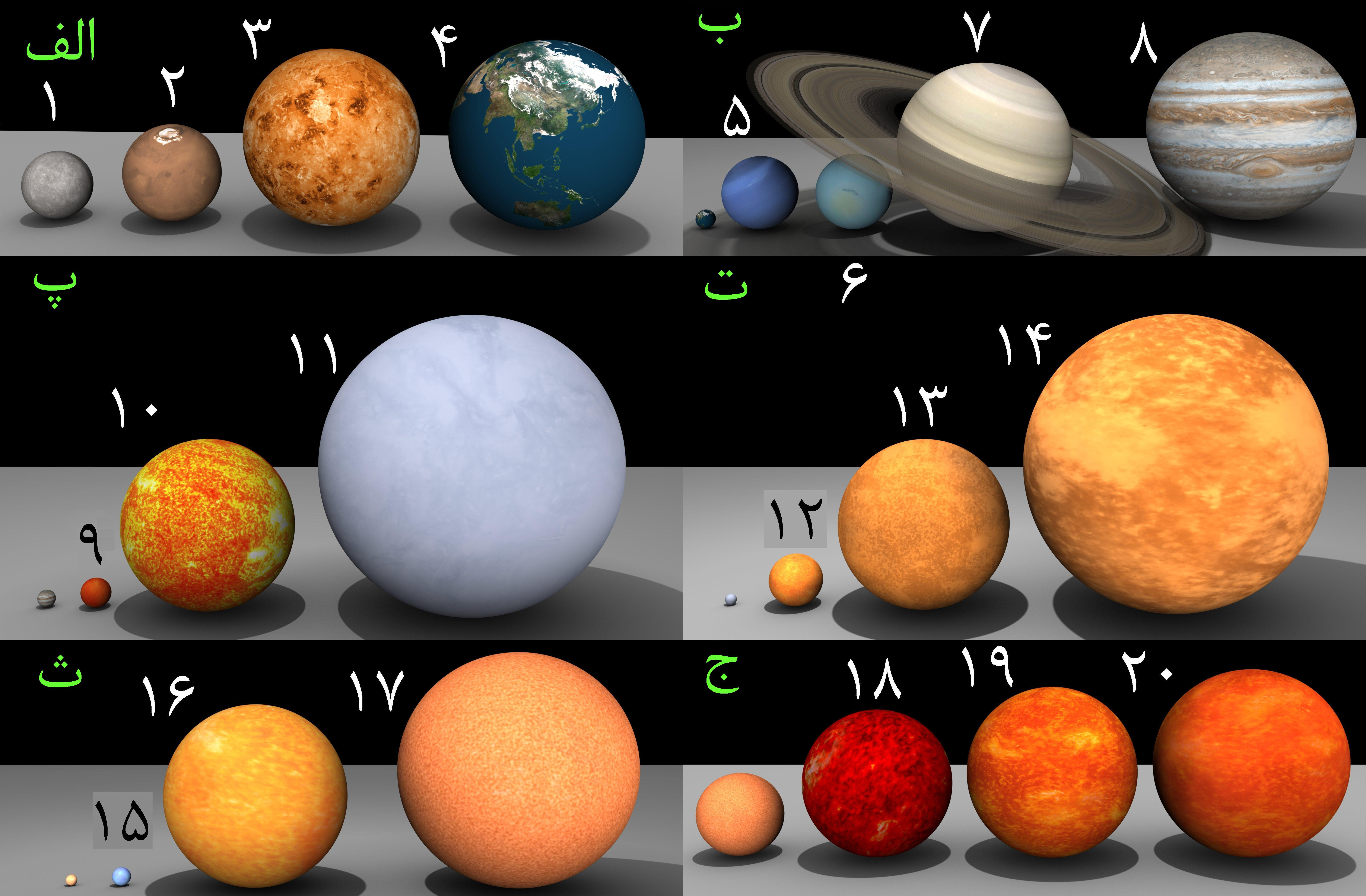
هم‌سنجی سیاره‌های سامانه خورشیدی با تعدادی از ستاره‌های مشهور: الف: زمین (۴) > ناهید (۳) > مریخ (۲) > تیر (۱) ب: مشتری (۸) > زحل (۷) > اورانوس(۶) > نپتون (۵) > زمین (بدون شماره) پ: شباهنگ (۱۱) > خورشید (۱۰) > ولف ۳۵۹ (۹) > مشتری (بدون شماره) ت: دبران (۱۴) > نگهبان شمال (۱۳) > رأس پیکر پسین (۱۲) > شباهنگ (بدون شماره) ث: ابط‌الجوزا (۱۷) >قلب عقرب (۱۶) > پای شکارچی (۱۵) > دبران (بدون شماره) ج: وی‌وای سگ بزرگ (۲۰) >وی‌وی قیفاووس (۱۹) > مو قیفاووس (۱۸) > ابط‌الجوزا (بدون شماره)